# 1950-ті у відеоіграх
1950-ті у відеоіграх стали періодом, коли ідею їх створення було підхоплено багатьма людьми. Серед дослідників утвердилася думка, що 1950-і стали «фальстартом» для відеоігор.

## Загальний огляд
Після самогубства Тьюрінга в 1954 році такі учені як Алекс Бронштейн продовжили реалізацію шахів на комп'ютері, але за спрощеними правилами. Проте шахи не були єдиною грою, яку планувалося перенести на комп'ютер.
У 1951 році лейбористський уряд Великої Британії вирішив провести Фестиваль Великої Британії, покликаний вселити післявоєнному населенню віру в краще майбутнє. Компанія Ferranti не могла наповнити виставку і австралійський співробітник компанії Джон Беннет запропонував створити комп'ютер, здатний грати в просту математичну гру під назвою нім. В ній двоє гравців по черзі беруть сірники, розкладені на кілька купок. Кожен гравець може взяти один або кілька сірників з будь-якої купки. Гравець, який бере останній сірник, програє. Беннет придумав використати електромеханічну машину Nimatron, показану на всесвітній виставці в 1940 році в Нью-Йорку, для її реалізації. Беннет зауважив, що ця машина не призначена для розваги, а має показати можливості до обчислень і виконання практичних завдань.
Нова машина під назвою Nimrod була завершена 12 квітня 1951 року. Відвідувачам виставки пропонувалося позмагатися з Nimrod і вони проявили великий інтерес до розваги. Пізніше Nimrod виставлявся на Індустріальній виставці в Берліні, де також виявився популярним. Успіх спонукав Ferranti продовжити роботу над обчислювальною технікою в рамках більш серйозних проєктів.
У 1952 для EDSAC Александром Дугласом, учнем Моріса Вілкса, було написано гру в хрестики-нулики. Проте вона призначалася для наочного пояснення роботи комп'ютерів, а не розваги. Артур Самуель, співробітник IBM, того ж року написав програму, яка довзоляла грати у шашки на першому комерційному комп'ютері IBM 701. У 1955 році Самуель розробив версію, яка могла вчитися на своїх помилках, і після реклами на телебаченні посприяла зростанню акцій IBM.
Поворотним моментом стала робота Вільяма Гіґінботама, котрий свого часу працював на «Манхеттенським проєктом». На виставці 1958 року в Брукхейвенській національній лабораторії він представив електронну гру в теніс, процес якої зображався на екрані осцилографа. Ракетки гравців позначалися лініями, а м'яч — точкою. Контролери з кнопками дозволяли гравцям переміщати ракетки та відбивати м'яч. Гра особливо сподобалася старшокласникам і демонструвалася на наступній виставці 1959 року. Однак Гіґінботам мусив розібрати устакування для інших проєктів. Сам він не надавав грі великого значення і зайнявся роботою з припинення поширення ядерної зброї.
Пізніше серед дослідників утвердилася думка, що 1950-і стали «фальстартом» для відеоігор.

## Головні події
- Клод Шенон у 1950 році розробив шахову програму, яка з'явилася в статті «Програмування шахових ігор для комп'ютера», опублікована в «Філософському Журналі». Це була перша стаття про проблему комп'ютерних шахів.
- Доктор Дитріх Принц[en] написав першу шахову програму, «TUROCHAMP».[джерело?] На жаль, не існує такого комп'ютера, на якому можна запустити цю програму[прояснити].
- На виставці «Фестиваль Британії» був представлений комп'ютер Nimrod, єдиним завданням якого була гра в «Нім».
- Інженер Ральф Баер висунув ідею інтерактивного телебачення.
- У листопаді 1951 року доктор Дітріх Принз написав оригінальну шахову програму для комп'ютера Manchester Ferranti.
- А.С. Дуглас створив першу у світі гру з графічним інтерфейсом під назвою OXO.
- Компанія Standard Games перейменована в «Service Games of Japan» (SEGA), а її головний офіс переміщений з Гонолулу в Токіо.
- Вільям Хігінботам, створив гру «Теніс для двох», що симулює гру в теніс чи пінг-понг на осцилографі.